# Canalul Morilor (Ineu)
Canalul Morilor este un canal artificial din județul Arad, situat pe malul stâng al Crișului Alb. Canalul pornește din Crișul Alb în dreptul localității Berindia și are un curs paralel cu râul, traversând localitățile Buteni, Bârsa, Aldești, Voivodeni și Bocsig, unindu-se din nou cu Crișul Alb în dreptul localității Vărșand, la granița cu Ungaria.
Canalul a fost construit în secolul al XIX-lea pentru alimentarea unei succesiuni de mori de apă. În prezent este utilizat în principal pentru irigații cu caracter local. Canalul interceptează și afluenții de stânga ai Crișului Alb: Cleciova, Hodiș, Potoc și Trei Holâmburi.
Canalul Morilor se termină în zona localității Vărșand (județul Arad), unde apa acestuia ajunge din nou în Crișul Alb.

## Hărți
- Harta județului Arad
- Harta munții Apuseni